# Podocarpus chingianus
Podocarpus chingianus är en barrträdart som först beskrevs av Netta Elizabeth Gray, och fick sitt nu gällande namn av Shiu Ying Hu. Podocarpus chingianus ingår i släktet Podocarpus och familjen Podocarpaceae. IUCN kategoriserar arten globalt som otillräckligt studerad. Inga underarter finns listade i Catalogue of Life.